# Rupert Young
Rupert Francis Young (ur. 16 maja 1978 w Lambeth w Londynie) – brytyjski aktor teatralny, filmowy i telewizyjny, najbardziej znany z roli Sir Leona w serialu emitowanym przez telewizję BBC One Przygody Merlina.

## Filmografia
- 2004: Doktor Martin jako Adrian Pitts
- 2006: Detektyw Foyle jako Armed Guard
- 2008: Siły pierwotne jako Mike
- 2009: Hotel Babylon jako Justice
- 2009–2012: Przygody Merlina jako Sir Leon
- 2010: Doktor Who jako Roman